# Tom y Jerry
Tom y Jerry (Tom and Jerry en inglés original) son dos personajes animados, un gato (Tom) y un ratón (Jerry), que protagonizaron un gran número de cortometrajes creados, escritos y dirigidos por William Hanna y Joseph Barbera (anterior a la fama de su empresa Hanna-Barbera). 
Las series fueron producidas por el estudio de Hollywood de Metro-Goldwyn-Mayer desde 1940 hasta 1958, cuando el grupo de animación del estudio fue cerrado. En 1960, MGM subcontrató la producción de Tom y Jerry a Rembrandt Films (dirigido por Gene Deitch) en Checoslovaquia. En 1963, la producción de los cortos de Tom y Jerry regresó a Hollywood con Sib-Tower 12 Productions de Chuck Jones; estas series duraron hasta 1967. 
Tom y Jerry regresó luego en forma de caricaturas para la televisión por Hanna-Barbera (1975-1977; 1990-1993) y Filmation Studios (1980-1982). 
Los cortos de Hanna-Barbera son importantes por haber ganado siete premios Óscar, empatando con Silly Symphonies de Walt Disney como las series animadas con más premios.

## Trama y formato

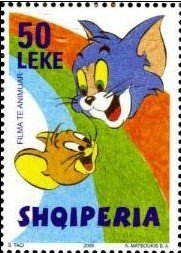
Sello postal de Albania, de 2005.

La trama de cada cortometraje se centra principalmente en los intentos frustrados de Tom por atrapar a Jerry, y el caos y destrucción que esto provoca. Debido a que parecen llevarse bien en algunos capítulos, al menos en los primeros minutos, no está claro por qué Tom persigue tanto a Jerry, pero algunas razones en diferentes cortometrajes incluyen:
- Apetito normal del felino.
- Su deber según su dueño (a menudo el trabajo de Tom, como gato de casa, consiste en atrapar ratones).
- El simple placer de atormentarlo.
- Venganza.
- Evitar que Jerry lo delate de algo malo que cometió.
- Un malentendido (especialmente en cortos donde los dos animales actúan amigablemente).
- Evitar que Jerry cometa algo para hacerlo parecer el responsable (especialmente cuando su dueña le advierte de no volver a cometer algo como ensuciar la casa o romper algo, por ejemplo).
- Marginarlo de alguna actividad u ocasión especial que Tom no quiere compartir con él.
- Un conflicto cuando los dos quieren algo (generalmente comida).
- La necesidad de tener a Jerry alejado.
- Un juego que los dos disfrutan.

Tom rara vez tiene éxito derrotando a Jerry, principalmente debido a la destreza y astucia del ratón, pero algunas veces se debe a la propia estupidez de Tom. Tom solo vence a Jerry cuando este se convierte en el instigador o cruza cierto tipo de línea; la astucia de Jerry se genera al estar casi siempre a la defensa (bastante parecido a Bugs Bunny). 
Los cortometrajes han sido famosos por mostrar escenas fuertes que fueron consideradas en su momento como excesivamente violentas, ya que se podía ver al ratón Jerry cortando a Tom por la mitad, a Tom usando diferentes armas para intentar acabar con él como hachas, pistolas, rifles, explosivos y veneno, Jerry quemando la cola de Tom con una máquina para hacer waffles, Tom recibiendo fuertes golpizas de su dueño o de un perro, entre muchas más.
Generalmente, ni Tom ni Jerry hablan en las caricaturas (excepto en una película). Hay algunas pocas excepciones, pero sus voces se limitan la mayoría de las veces solo a expresar gritos de alegría o dolor (casi siempre de Tom), o tragar saliva. Sus expresiones faciales y gestos transmiten y hacen entender al público todos sus sentimientos e intenciones. Pocas veces dicen palabras, aunque en un corto titulado The Lonesome Mouse dialogan fluidamente. 
La música forma parte importante en los cortos, enfatizando las acciones y demostrando las emociones en las escenas. El director de música, Scott Bradley, creó complejas obras que mezclaban jazz, música incidental música clásica y música pop.
Después de 1953, todos los cortos de Tom y Jerry fueron producidos en el estándar y formato Academy ratio; desde 1953 a 1956 algunos de los trabajos fueron producidos en el formato Academy y el proceso widescreen Cinemascope. Desde 1956 hasta el cierre del estudio de animación de MGM un año después, todos los dibujos animados de Tom y Jerry fueron producidos en Cinemascope; algunos incluso tienen sus bandas sonoras grabadas en estéreo. Los cortos de los años 1960 creados por Gene Deitch y Chuck Jones fueron producidos en el formato Academy, pero con composiciones que los hicieran compatibles para el formato Academy widescreen también. Todos los cortos de Hanna y Barbera fueron producidos en Technicolor; los trabajos de los años 1960 fueron hechos en Metrocolor.

## Personajes

### Tom
Tom es un gato doméstico, antropomórfico, que apareció por primera vez en el cortometraje de 1940, Puss Gets the Boot, de color gris azulado (o azul grisáceo, dependiendo del corto; el color de su pelaje es parecido al de la raza de gato Russian Blue), que tiene una vida acomodada. 

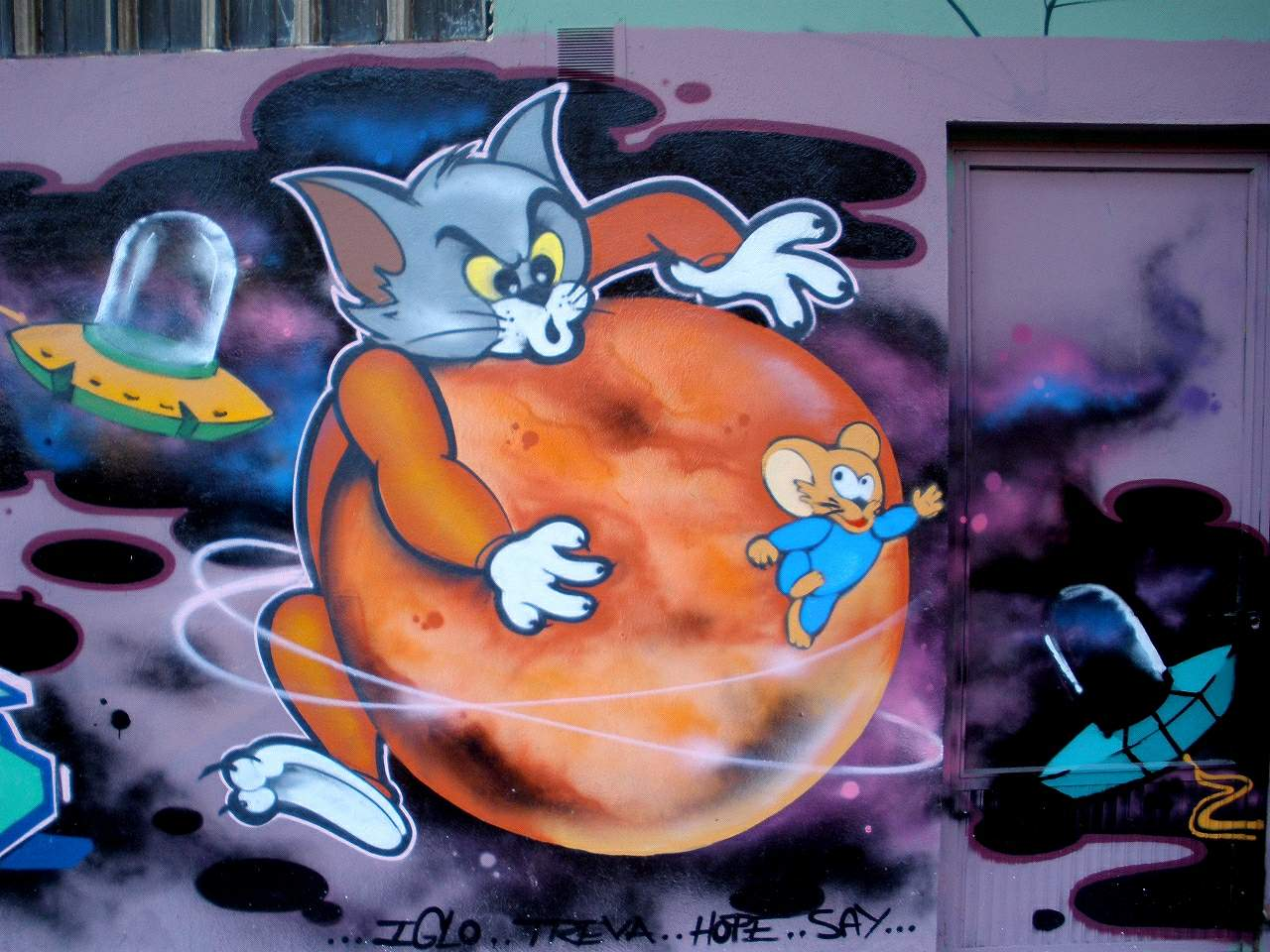
Grafiti en Vitoria, España. Allí se observa a Tom en su intento de atrapar al ratón Jerry.

Tom fue originalmente conocido como "Jasper", durante su debut en este corto. Sin embargo, a partir de su próxima aparición, en The Midnight Snack y en adelante, se le conoce como Tom. A diferencia de la creencia popular, "Jasper" no es su apellido. su nombre "Tom Cat", es un juego de palabras de "Tomcat" que es la frase para referirse a los gatos de sexo masculino en inglés. Curiosamente, en los créditos de la película de 2021, su nombre es "Thomas D. Cat", pero en el videojuego MultiVersus, su nombre aparece como "Thomas Jerome Cat". 
En muy rara vez se escucha hablar con la excepción de unas pocas apariciones. Él con frecuencia usa trampas, que por una acción cualquiera, termina dañándolo a él mismo, en vez de Jerry. Tom rara vez caza a Jerry para comérselo, solo para herirlo o competir con él. Sin embargo, Tom realmente se lleva bien a veces con Jerry. Tom ha cambiado notablemente en los últimos años, especialmente después de los primeros episodios. Por ejemplo, en su primer debut, fue cuadrúpedo y con inteligencia gatuna. Sin embargo, a lo largo de los años, se ha convertido casi en su totalidad bípedo y de inteligencia humana. "Problema canino" fue el último episodio con un Tom cuadrúpedo.
Es de un temperamento vivo y bastante sensible. Aunque bastante enérgico y decidido, Tom no es un desafío para la mente de Jerry. Al final de cada episodio, Jerry es generalmente mostrado como el vencedor, y Tom como el perdedor. Sin embargo, han existido varios otros resultados: en extrañas ocasiones, Tom triunfa. Algunas veces, irónicamente, ambos pierden. De vez en cuando, generalmente en Navidad, Tom salva la vida de Jerry, o al menos le entrega regalos. Por lo menos en una ocasión, su persecución diaria es representada como una rutina disfrutada por ambos; en un episodio en particular, Tom está enamorado de una gata, y luego Jerry, celoso, procede a separarlos, por lo que Tom está agradecido y se estrechan las manos, y continúan con su cacería.
A diferencia de Jerry, Tom tiene una conciencia que lo aflige al pensar que Jerry está malherido o incluso muerto. Jerry algunas veces se aprovecha de esto.

### Jerry
Gerald "Jerry" Mouse es un ratón antropomórfico de color café que siempre vive a una corta distancia de Tom. Apareció por primera vez en el cortometraje de 1940 Puss Gets the Boot. Jerry fue originalmente conocido como "el Ratón" (the Mouse) durante su debut en ese corto, sin embargo, a partir de su próxima aparición en The Midnight Snack y en adelante, él es conocido como "Jerry", pero fue originalmente pensado que se denominaría Jinx. En los créditos de la película de 2021, su nombre completo es "Jerome A. Mouse" pero en el videojuego Multiversus su nombre aparece como "Gerald Jinx Mouse".
Desde su primera aparición, caminaba sobre dos piernas. Esto es muy diferente de Tom, que gradualmente se convirtió en un animal bípedo. Aunque muchos de los personajes secundarios hablen, Tom y Jerry rara vez lo hacen. Tom, generalmente utiliza su voz para cantarle a gatas; por ejemplo canta "Is You Is Or Is You Ain't My Baby" en el corto de 1946: Solid Serenade. El codirector William Hanna hizo la mayoría de las expresiones vocales del par, incluyendo el más famoso efecto de sonido de la serie, el grito de Tom (creado al grabar el grito de Hanna y utilizando solo la parte más potente de este).

### Otros personajes
En sus intentos por capturar a Jerry, Tom algunas veces tiene que lidiar con otros personajes como Butch, un desaliñado gato negro callejero que también quiere atrapar al ratón y muchas veces rivaliza con Tom (especialmente cuando ambos están enamorados de la misma gata) aunque irónicamente en algunos cortos ambos son mostrados teniendo una especie de amistad; Spike (también conocido como "Killer" o "Butch"), un fiero bulldog que supuestamente es mostrado viviendo en la misma casa con él, que en la mayoría de las ocasiones termina golpeándolo por culpa de Jerry, (en especial, cuando este aprovecha las advertencias que el perro le hace); y Mammy-Two-Shoes (voz hecha por Lillian Randolph), una mujer afrodescendiente cuyo rostro nunca es visible que trabaja y es dueña de la casa, quien generalmente golpea al gato con una escoba cuando él se porta mal, está al pendiente de que cumpla sus obligaciones e incluso también lo recompensa con comida cuando cree que hizo bien su labor con el ratón. En algunos países de Latinoamérica se le suele llamar Tomasa. Su primera aparición fue en el cortometraje Puss Gets the Boot (1940), y la última en Push-Button Kitty (1952).
A finales de los años 1940, Jerry adoptó a un pequeño ratón gris llamado Nibbles (también conocido como "Tuffy" o "Chérie"). Durante los años 1950, Spike tiene un hijo llamado Tyke. La incorporación de Tyke le dio a Jerry una nueva arma contra Tom. Al molestar al cachorro su padre vendría y atacaría al supuesto culpable, que generalmente era el gato. Otro personaje de la serie fue Quacker,  un patito amarillo cuyo debut tuvo lugar en el episodio 47 de 1950 "Little Quacker", donde también aparecieron su madre (de quien no se indica nombre), una pata de color gris, y su padre "Henry", un fornido pato de color beige con un ancla tatuada en el pecho. El diseño de Quacker fue utilizado luego por Hanna-Barbera, para la creación del personaje Yakky Doodle, protagonista de su propio show. Uncle Pecos, el tío de Jerry, hizo su única aparición en el corto "Pecos Pest", en el año 1955. Es un viejo ratón gris con un gran bigote blanco que toca la guitarra, hasta que una cuerda se le rompe y tiene que buscar algo para reemplazarla, utilizando el bigote de Tom. Otro pariente es Cousin Muscles, el primo de Jerry, que tiene una gran fuerza.
Otro personaje en la serie fue "George", el primo de Tom. Es asustadizo y le teme a los ratones, pero al final del capítulo se une a su primo Tom para alejar a Jerry. Aparecen además en algunos episodios un pez dorado y un canario cuyos nombres no son indicados.
A mediados de los años 1950, durante algunos cortometrajes, Tom y Spike eran mostrados viviendo en otra casa. Sus dueños eran un matrimonio con su hijo bebé al cual Tom y Jerry a veces debían cuidar. En los comienzos de los años 1960, Tom tendría un dueño llamado Clint Clobber, siendo el último personaje secundario habitual de toda la serie de dibujos animados y que solo apareció durante tres cortometrajes.

## Historia y evolución

### Período de Hanna-Barbera (1940-1957)
William Hanna y Joseph Barbera eran parte de la unidad de Rudolf Ising en el estudio de animación de MGM a finales de los años 1930. Barbera, un creador de historias y diseñador de personajes, y Hanna, un director experimentado, fueron designados para comenzar a dirigir cortometrajes en la unidad de Ising; su primer trabajo fue un cortometraje titulado Puss Gets the Boot. Creado a finales de 1939, y estrenada en los cines el 10 de febrero de 1940, Puss Gets The Boot se centra en Jasper, un gato gris que intenta atrapar a un anónimo roedor de color café. En 1941, el cortometraje fue nominado a un premio Óscar en la categoría mejor cortometraje animado, pero perdió ante otro dibujo animado de MGM, The Milky Way. El productor Fred Quimby decidió no realizar más dibujos animados del gato y el ratón, ya que el estudio buscaba una mayor diversidad dentro de sus trabajos. Finalmente, Quimby cambió de parecer y permitió que continuaran utilizando a los personajes, conocidos desde entonces como Tom y Jerry. El segundo cortometraje protagonizado por el dúo, The Midnight Snack, fue estrenado en 1941. Durante los siguientes 17 años, Hanna y Barbera trabajaron exclusivamente en Tom y Jerry, dirigiendo un total de 114 cortometrajes animados.
La apariencia de Tom cambió significativamente durante los años. A principios de los años 1940, Tom presentaba un gran número de detalles -excesivo pelaje, numerosas marcas faciales, y unas notorias cejas- los cuales fueron modificados para hacer más fácil el trabajo a finales de los años 1940; Jerry se mantuvo relativamente igual a lo largo de la serie. A mediados de los años 1940, la serie se volvió más rápida y energética, gracias a la inspiración de Tex Avery, quien se unió al estudio en 1942.
Aunque la trama básica de cada cortometraje era la misma, Hanna y Barbera desarrollaron ilimitadas variaciones de ésta. Los guiones gráficos y borradores de Barbera, combinados con el ritmo de Hanna, resultaron en la serie más popular, exitosa y aclamada que haya tenido el estudio de animación de MGM. 13 capítulos de la serie de Tom y Jerry (sin contar Puss Gets The Boot) fueron nominados para el Oscar al mejor cortometraje animado; siete de ellos ganaron el premio, rompiendo la buena racha de Walt Disney en esa categoría.
Tom y Jerry mantuvieron su popularidad a lo largo de su carrera cinematográfica, incluso cuando el presupuesto comenzó a escasear un poco en los años 1950. Sin embargo, después que la televisión se volviera popular durante esta década, los ingresos generados por las películas y cortometrajes de cine disminuyeron. Al principio, MGM combatió esto produciendo todas sus series en formato Cinemascope; pero al darse cuenta de que era más rentable repetir los dibujos animados antiguos que producir cortometrajes nuevos, los ejecutivos del estudio decidieron, para sorpresa del personal, cerrar el estudio de animación. El estudio de animación de MGM fue cerrado en 1957, y el último de los 114 cortometrajes de Tom y Jerry creados por Hanna y Barbera, Tot Watchers, fue estrenado el 1 de agosto de 1958. Hanna y Barbera comenzaron su propio estudio de televisión, Hanna-Barbera Productions, en 1957, que produjo dibujados animados tan exitosos como Los Picapiedra, Los Supersónicos, y Scooby-Doo.

### Período de Gene Deitch (1961-1962)
En 1960, MGM decidió producir nuevos cortos de Tom y Jerry, y el productor William L. Snyder hizo un trato con el director checo Gene Deitch y su estudio, Rembrandt Films, para hacer los cortometrajes en Praga, Checoslovaquia. La unión Deitch/Snyder creó 13 cortometrajes. Estos son considerados en general como los peores cortos de Tom y Jerry, aunque algunos tienen afinidad por sus características surrealistas.
Puesto que el equipo Deitch/Snyder solo presentó unos pocos elementos de los cortos originales de Tom y Jerry (incluso quitando personajes que ya eran recurrentes para ese entonces como Spike, Butch y Nibbles), los resultados fueron considerados como raros, y en algunos casos, extraños. Las expresiones de los personajes eran a gran velocidad, resultando borrosas. La banda sonora tenía escasa música, una gran cantidad de efectos sonoros, diálogos que eran más mascullados que hablados, y un gran uso de reverberaciones.
Estos cortometrajes fueron los únicos de la serie de Tom y Jerry que no tenían la frase "Made in Hollywood, U.S.A." al final. En su lugar tenían la frase "A MGM Cartoon". Debido a que el estudio de Deitch estaba detrás del telón de acero, el lugar de la producción es omitido totalmente. La versión de Deitch sobre su trabajo en Tom y Jerry puede ser vista en su sitio personal(en inglés).

### Período de Chuck Jones (1963-1967)
Después que los cortos de Deitch fueran estrenados, MGM contrató al director estadounidense Chuck Jones, quien había trabajado con personajes tan importantes como Bugs Bunny, Pato Lucas, y El Correcaminos, por nombrar algunos, terminó su labor de treinta años en el departamento de animación de Warner Bros y había comenzado su propio estudio, Sib Tower 12 Productions, con su compañero Les Goldman. Jones y Goldman produjeron 34 cortos de Tom y Jerry desde 1963, los cuales presentaban claras influencias de Jones, pero no alcanzaron un gran éxito por parte de la crítica. Algunos cortometrajes carecían de trama, ya que favorecían más a la personalidad y estilo de los personajes que a la historia. Los personajes sufrieron un cambio en la apariencia: Tom fue dibujado más grueso, con diferentes cejas, mientras que a Jerry le dieron orejas y ojos más grandes, y una expresión más dulce. La imagen del título fue también cambiada, reemplazaron al león de MGM por Tom tratando de imitar el gruñido de este. Jones codirigió la mayoría de los cortos junto a Maurice Noble; los restantes fueron dirigidos por Abe Levitow, Ben Washam, Jim Pabian y Tom Ray. 
MGM cesó la producción de los cortos animados en 1967, momento en el que Sib Tower 12 ya era parte de MGM.

### Televisión
A comienzos de 1965, los cortos de Tom y Jerry de Hanna y Barbera fueron transmitidos por televisión de una manera bastante editada: todos los cortos en que aparecía Mammy debieron ser editados para reemplazarla por una mujer delgada y blanca. El doblaje de Lillian Randolph fue cambiado por la voz de June Foray, quien hablaba con un acento irlandés. Gran parte de la violencia que contenían los cortos fue editada también. Tom y Jerry comenzó a ser emitido los sábados por la mañana en CBS desde el 25 de septiembre de 1965, dos años más tarde fueron movidos a los domingos hasta el 17 de septiembre de 1972.
Cuando la serie fue emitida en el Reino Unido (desde 1967 a 2000, generalmente en la BBC) las escenas violentas no fueron censuradas y Mammy no fue reemplazada. Los cortometrajes eran también utilizados cuando había problemas con la señal en vivo, de esta forma la sintonía se mantenía mientras lo arreglaban. Esto fue visto el año 1993, cuando Noel's House Party tuvo que ser cancelado debido a una alarma de bomba en BBC Television Centre por IRA.

### Segundo período de Hanna-Barbera (1975)
En 1975, Tom y Jerry volvió a estar bajo el mando de Hanna y Barbera en asociación con MGM Television, quienes produjeron nuevos cortometrajes para los sábados en la mañana. Estos 48 cortos de siete minutos de duración fueron emitidos junto a los de Grape Ape y Mumbly, para crear The Tom and Jerry/Grape Ape Show, The Tom and Jerry/Grape Ape/Mumbly Show, y The Tom and Jerry/Mumbly Show, los cuales fueron transmitidos por ABC los sábados en la mañana desde el 6 de septiembre de 1975 hasta el 3 de septiembre de 1977. En estos dibujos animados, Tom y Jerry (quien ahora ocupaba un corbatín rojo), que habían sido enemigos durante los primeros años, se unieron para enfrentar aventuras juntos, debido a las estrictas reglas en contra de la violencia en los programas infantiles.

### Período de Filmation (1980–1982)
En 1980, Filmation Studios (en asociación con MGM Television) también trató de producir una serie de televisión de Tom y Jerry, llamada The Tom and Jerry Comedy Show. En la serie aparecen algunos personajes de MGM como Droopy, Spike y Barney Bear. Aunque ellos regresaron a la clásica fórmula, la serie de Filmation tuvo menor calidad que la de Hanna-Barbera. Esta versión televisiva, al igual que la de 1975, no fue bien recibida por el público. Fue emitida por CBS los sábados en la mañana desde el 6 de septiembre de 1980 hasta el 4 de septiembre de 1982.

### Nuevos dueños
En 1986, MGM fue comprado por Ted Turner. Turner vendió la compañía en 1988, pero conservó todo material audiovisual de MGM hecho antes de 1986, debido a esto Tom y Jerry se volvió propiedad de Turner Entertainment (los derechos aún se conservan a través de Warner Bros.) y han sido emitidos en los diferentes canales de Turner, como Cartoon Network, Boomerang, TCM, TNT, TBS Network y Tooncast.

### Tercer período de Hanna-Barbera (1990–1994)
Una de las grandes tendencias de los programas de sábado por la mañana entre los años 1980 y 1990 fue la de crear versiones jóvenes de series clásicas, y el 8 de septiembre de 1990, Tom and Jerry Kids Show (Los Pequeños Tom y Jerry), coproducido por Turner Entertainment y Hanna-Barbera Productions (que sería vendido a Turner en 1991), debutó en FOX. La serie mostraba una versión infantil del gato y el ratón. Al igual que en la serie de 1975, Jerry usaba un corbatín rojo, mientras que Tom una gorra. Spike y su hijo Tyke, y Droopy y su hijo Dripple, aparecían en algunos segmentos del programa, que fue emitido hasta el 27 de noviembre de 1994. Tom and Jerry Kids fue la última serie de Tom y Jerry producida en 4:3 (full screen).

### Cortometrajes individuales (2001; 2005)
En 2001, un nuevo cortometraje para televisión titulado Tom and Jerry: The Mansion Cat fue estrenado en Boomerang. Joe Barbera (quien también era un consultor creativo) interpretó al dueño de Tom, a quien nunca se le ve la cara. Jerry es un animal doméstico de la casa como Tom, y su dueño tiene que recordarle a Tom que no debe "culpar al ratón en todo". 
En 2005 se estrenó The Karate Guard, el primer cortometraje cinematográfico de Tom y Jerry en más de 45 años. Fue escrito y dirigido por Barbera y Spike Brandt, guionado por Joseph Barbera e Iwao Takamoto y producido por Joseph Barbera, Spike Brandt y Tony Cervone. Se estrenó en los cines de Los Ángeles el 27 de septiembre de 2005 como parte de la celebración del sexagésimo aniversario de Tom y Jerry y marcó el regreso de Barbera como escritor, director y guionista desde los cortos originales de MGM. Poco después de finalizar la producción, Spike Brandt fue nominado para un premio Annie a la mejor animación de personajes. El corto debutó en Cartoon Network el 27 de enero de 2006, junto a los episodios "My Friend, the Smart Banana" de I Am Weasel y "Black Sheep of the Family" de Cow and Chicken.

### Período de Warner Bros. (2006-2008)
Una nueva serie llamada Las aventuras de Tom y Jerry fue producida por Warner Bros. Animation en la primera mitad del 2005. Trece episodios de media hora (cada uno consistía en tres cortos) fueron producidos para el mercado extranjero. Esta es la primera serie de televisión de Tom y Jerry que utiliza el estilo de los cortos originales. El programa fue estrenado en el Reino Unido en febrero del 2006 en el canal Boomerang y fue transmitido por el bloque Kids' WB en The CW en los Estados Unidos.  La serie fue cancelada en 2008, poco antes de que el bloque Kids' WB fuera descontinuado. Las aventuras de Tom y Jerry también fue la primera serie de Tom y Jerry en ser producida en 16:9 (widescreen) pero recortada al 4:3 (full screen).

### Segundo período de Warner Bros. (2014-presente)
Cartoon Network anunció una nueva serie de dos cortos de 11 minutos por episodio que mantendrán el estilo de los cortos cinematográficos originales. Similar a otros reboots como Scooby-Doo! Mystery Incorporated y The Looney Tunes Show, la serie trae a Tom y Jerry en un ambiente contemporáneo, contando nuevas historias y relocando los personajes para mundos más fantásticos, desde la casa de una brujas hasta un laboratorio de científicos locos.
Titulada El Show de Tom y Jerry, la serie es producida por Warner Bros. Animation con Sam Register como productor ejecutivo en colaboración con Darrell Van Citters y Ashley Postelwaite en Renegade Animation. Originalmente se iba a estrenar en alguna parte del 2013, pero el estreno fue retrasado hasta el 9 de abril de 2014, fecha en donde finalmente debutó en Estados Unidos. Esta es la segunda producción de Tom y Jerry en ser presentada en el formato panorámico 16:9.
En noviembre de 2014, un cortometraje de dos minutos fue mostrado como parte de Children In Need en Telethon de Reino Unido. El corto fue producido en colaboración con Warner Bros.

## Controversias
Al igual que otros dibujos animados de los años 1940, 1950 y 1960, Tom y Jerry no fue considerado políticamente correcto durante algún tiempo. La serie fue tildada de racista, al mostrar a sus personajes con la cara negra tras recibir una explosión. Un ejemplo de esto fue el cortometraje Mouse Cleaning, donde Tom queda con la cara negra luego de caerle una gran cantidad de carbón. Tras esto, el gato comienza a hablar en un acento similar al utilizado por el actor afroamericano Stepin Fetchit, por lo que la escena fue editada años después, eliminando la voz del gato. El personaje de Mammy Two Shoes, que representaba un estereotipo racial, fue editado y reemplazado por el de una mujer de raza blanca. Durante los años 1980, los cortometrajes donde aparecía Mammy Two Shoes fueron recuperados y emitidos por televisión.
En la colección de DVD Tom and Jerry: The Spotlight Collection fue incluida una introducción protagonizada por la actriz afrodescendiente Whoopi Goldberg. En ella, Goldberg señala:

"El escandaloso estilo de humor presentado ante nosotros aquí proviene de una época en que las diferencias raciales y étnicas fueron caricaturizadas en nombre del entretenimiento... Algunos de estos dibujos animados reflejan estereotipos que eran comunes en la sociedad estadounidense, especialmente cuando se trataba de grupos raciales y étnicos. Estos prejuicios estaban equivocados entonces, y están desde luego equivocados hoy en día. [Los personajes] e imágenes son presentados para reflejar con precisión una parte de nuestra historia que no puede ni debe ser ignorada".

La serie ha sido considerada además excesivamente violenta por algunos sectores. John Culshaw criticó las series animadas producidas durante la Segunda Guerra Mundial, especialmente a Tom y Jerry. Culshaw comparó a estos dibujos animados con los creados por Walt Disney, argumentado que estos utilizaban el slapstick como un recurso humorístico, a diferencia de Tom y Jerry.
En 2006, dos cortometrajes de Tom y Jerry fueron censurados por Ofcom, organismo británico que regula el contenido emitido en la televisión de dicho país. Esto surgió a raíz del reclamo de un espectador que denunció escenas donde se mostraba a los personajes fumando. Los cortometrajes eran Texas Tom (1950) y Tennis Chumps (1949), los cuales fueron editados por Turner para borrar las escenas.
En 2013, en Brasil, Cartoon Network retiró 27 cortos de su programación debido a que hubo quejas acerca de la mencionada violencia. Aun así, días después, el canal desmiente esto diciendo que solo fueron 2 cortos los retirados del aire (los ya mencionados Texas Tom y Tennis Chumps) también por las escenas en donde los personajes salen fumando y que eso ocurrió 3 años atrás.

## Películas
En 1945, Jerry hizo aparición en el musical de MGM Anchors Aweigh, en el cual, a través de efectos especiales, hace una rutina de baile junto a Gene Kelly. En esta secuencia, Gene Kelly le cuenta a unos estudiantes una historia ficticia de como ganó su medalla de honor. Jerry es el rey de un mundo mágico habitado por animales de caricatura, quien le ha prohibido bailar ya que él no sabe. El personaje de Kelly guía a Jerry en una elaborada rutina de baile, por lo que este le entrega una medalla. Jerry habla y canta en la película; su voz es interpretada por Sara Berner. Tom tiene un cameo en la secuencia como uno de los sirvientes de Jerry. Tom y Jerry aparecen junto a Esther Williams en la escena de un sueño en otro musical de MGM, Dangerous When Wet (1953); en la película, Tom y Jerry se persiguen el uno al otro bajo el agua, al momento de encontrarse con Williams hacen una rutina de nado sincronizado. Tom y Jerry deben salvar a Esther de un pulpo que trata de atraparla entre sus tentáculos.
No fue hasta 1992 cuando se creó la primera película de Tom y Jerry titulada Tom and Jerry: The Movie, producida por Phil Roman, fue estrenada en Estados Unidos en 1993. La película fue muy criticada por ser poco original, predecible, y por darles diálogos (y canciones) al gato y al ratón a lo largo de toda la película. En 2001, Warner Bros. hizo otra película, esta vez directa a video, titulada Tom and Jerry: The Magic Ring, en la cual Tom trata de apoderarse de un anillo que le otorga poderes mágicos a quien lo lleve puesto, y que quedó accidentalmente atascado en la cabeza de Jerry. Cuatro años más tarde, Bill Kopp escribió y dirigió dos películas más para Warner Brothers: Tom & Jerry: Blast Off to Mars y The Fast and the Furry, la última basada en una historia de Joseph Barbera. Ambas fueron sacadas en DVD el 2006. En 2011, Tom y Jerry aparecieron en una película crossover llamada Tom and Jerry & the Wizard of Oz donde ellos están involucrados en la famosa película de 1939, El Mago de Oz.
En octubre de 2018, se anunció que se estaba desarrollando una nueva película híbrida animada 2D / acción en vivo. La película, titulada Tom & Jerry, que cuenta con la participación de Chloë Grace Moretz y Michael Peña, estaba programada para ser lanzada originalmente el 16 de abril de 2020. Sin embargo, luego fue reprogramada para el 23 de diciembre de 2020 y finalmente para el 5 de marzo de 2021.

## Otros formatos
Tom y Jerry comenzaron a aparecer en las historietas en 1942, como parte de Our Gang Comics. En 1949, con la serie de MGM Our Gang fuera de producción, fue renombrado a Tom and Jerry Comics. El par continuó apareciendo en varias historietas a lo largo del siglo XX. Se tradujo también al español.
Han aparecido también en un gran número de videojuegos como:
- Tom and Jerry para Nintendo Entertainment System
- Tom and Jerry: The Movie para Sega Game Gear
- Tom and Jerry para Super Nintendo y Sega Genesis
- Tom and Jerry: Mouse Attacks para Game Boy Color
- Tom and Jerry: Infurnal Escape para Game Boy Advance
- Tom and Jerry: The Magic Ring para Game Boy Advance
- Tom y Jerry en La guerra de los bigotes para PlayStation 2, Xbox, y Nintendo GameCube
- Tom and Jerry: House Trap para PlayStation
- Tom and Jerry: Fists of Furry para Nintendo 64 y PC
- Tom and Jerry tales para Nintendo DS y Game Boy Advance

## En el extranjero
Debido al escaso diálogo, Tom y Jerry ha sido traducido a varios idiomas.
Tom y Jerry comenzaron a ser emitidos en Japón en 1964. Una encuesta a nivel nacional en 2005 por TV Asashi, siendo encuestados adolescentes y adultos, ubicó a Tom y Jerry en el puesto 85 en la lista de los 100 mejores anime de todos los tiempos (a diferencia de otros países donde anime se refiere exclusivamente a animaciones japonesas, en Japón la palabra se refiere a todo tipo de animación), mientras que la encuesta de la página web los ubicó en el 58.  Tom y Jerry son bastante conocidos en China y también en Corea del Sur.

## Premios Óscar
Los siguientes cortometrajes de Tom y Jerry ganaron el Oscar al mejor cortometraje animado:
- 1943: The Yankee Doodle Mouse
- 1944: Mouse Trouble
- 1945: Quiet Please!
- 1946: The Cat Concerto
- 1948: The Little Orphan
- 1952: The Two Mouseketeers
- 1953: Johann Mouse

Estos cortometrajes fueron nominados para el Oscar al mejor cortometraje animado, pero no ganaron:
- 1940: Puss Gets the Boot
- 1941: The Night Before Christmas
- 1947: Dr. Jekyll and Mr. Mouse
- 1949: Hatch Up Your Troubles
- 1951: Jerry's Cousin
- 1954: Touché, Pussy Cat!